# Kattenberg (Aalten)

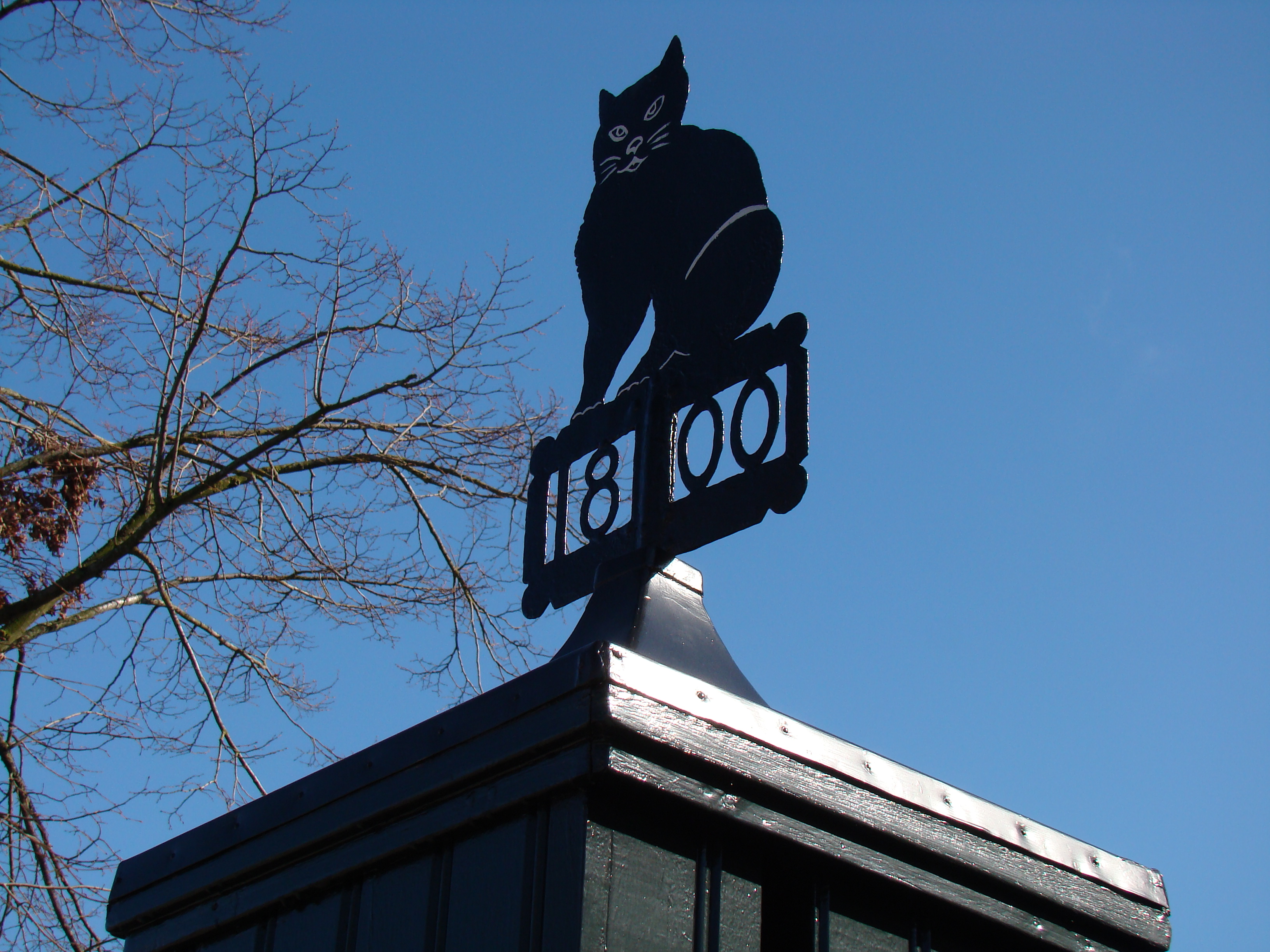
De pomp op de Kattenberg

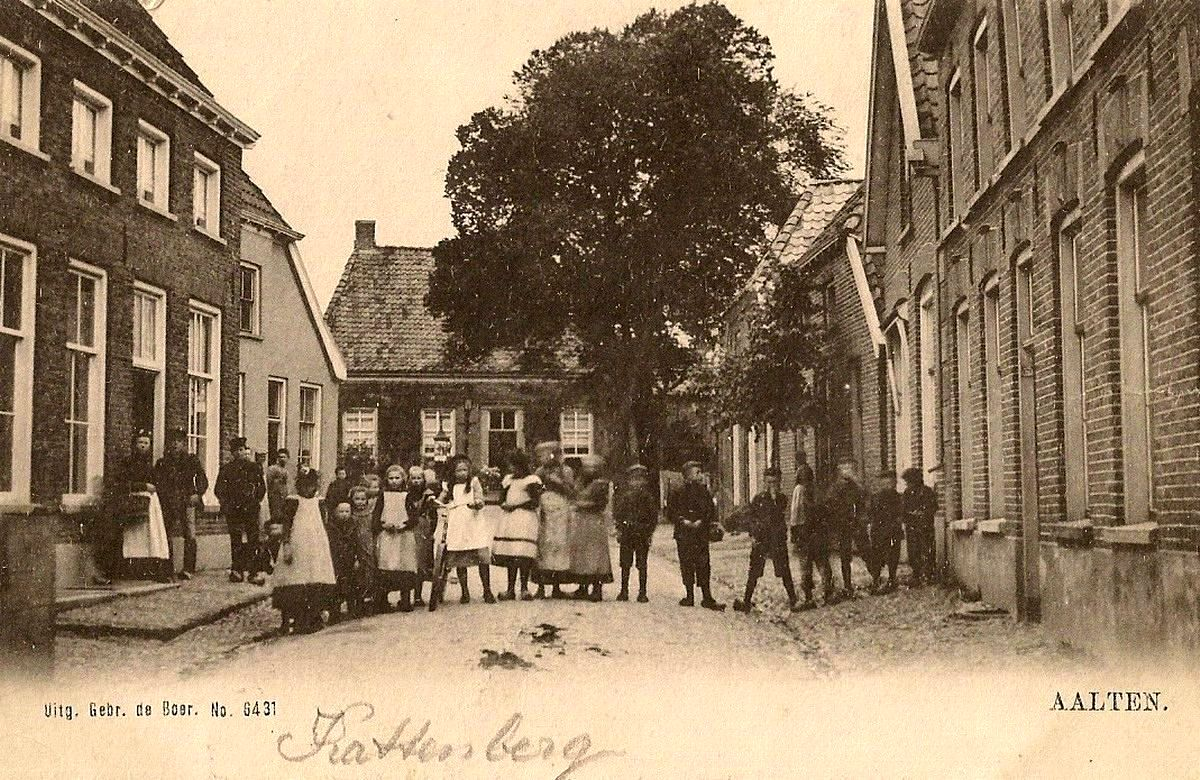
De Kattenberg

De Kattenberg is een plaats en wooncomplex in het centrum van de Nederlandse plaats Aalten (provincie Gelderland). Volgens zeggen is Aalten, net als Rome, op zeven heuvels gebouwd, waarvan de Kattenberg er één is.

## Geschiedenis
De herkomst van de naam is niet duidelijk. Mogelijk was de naam oorspronkelijk Kaotenberg of Kottenberg: "heuvel met kleine boerenhuisjes". Onwaarschijnlijk is de oude verklaring dat op deze hoogte vroeger een nederzetting van Caethen of Katen heeft bestaan.
Op de Kattenberg staat een pomp. Het verwonderlijke van deze pomp is, dat ze, op een van de hoogste punten van Aalten staande, zelfs in de droogste zomers nog water geeft.
Op 2 september 1891 was er een grote brand op de Kattenberg die zeven woningen in de as legde.

### Legende
Er is ook een sage verbonden aan de plaats. Een heks zou na een noodlanding, in de gedaante van een kat, zijn achtergebleven op de pomp. Ze was nieuwsgierig naar een pomp die water geeft, ondanks dat die pomp op een hoog punt staat. Tientallen jaren zat de kat (de heks) op de pomp op de Kattenberg, tot ze op een dag mysterieus was verdwenen. Jaren later stak ze haar kattenkop weer op om vervolgens weer op haar vertrouwde plekje neer te strijken, nu in gezelschap van drie jongen. Bij heksen is tenslotte alles mogelijk.

## Bron
- E.M. Smilda Aalten en Bredevoort in oude ansichten ISBN 978-90-288-2807-0
- Gelderse Sagen klepperklumpkes.com